# Svante Warg
Karl Svante Warg, född 31 maj 1922 i Räftkläppen Boliden i Skellefteå landsförsamling, död 7 juni 1986 i Örebro, var en svensk målare, tecknare och fotograf. 
Svante Warg var son till lantbrukaren Johannes Warg och Eri Matilda Nilsson och från 1956 gift med kassören Ann-Mari Kristina Andersson. Efter att han utbildade sig till fotograf 1945–1950 arbetade han som fotograf 1956–1965 men var därefter heltidssysselsatt med konstnärlig verksamhet. Han studerade konst med olika studiegrupper i Örebro och vid Gerlesborgsskolan 1965-1966. Han medverkade i Örebro läns konstförenings höstutställningar i Örebro samt föreningens vandringsutställningar i Örebro län. Dessutom medverkade han i ett stort antal samlingsutställningar med provinsiell konst i flera av länets orter. Hans konst består av figurmotiv och landskapsskildringar utförda i olja eller akvarell som är målade i en realistisk stil med en dragning mot det romantiska. Warg är representerad vid Örebro kommun Örebro län landsting och Örebro läns museum.